# جامعة داغستان الحكومية
جامعة داغستان الحكومية (بالروسية: Дагестанский Государственный Университет) - هي مركز تعليمي وعلمي وثقافي ضخم، وهو الذي يقوم بإعداد المتخصصين في جميع مراحل التعليم: ما قبل الجامعية والجامعية وما بعد الجامعية والإضافية في 59 تخصصا ومنهج الاعداد في العلوم الطبيعية والإنسانية والاقتصادية والهندسية.
جامعة داغستان الحكومية هي الأكبر في منطقتي الفيدراليتين الروسيتين الجنوبية وشمال القوقاز.
تأسست في عام 1931 باسم معهد داغستان التربوية الحكومية، حملت اسم شاعر داغستان الشعبي سليمان ستالسكي حتى عام 1957 . 

## معلومات عامة
جامعة داغستان هي تركيب علمى وتعليمى معاصر التي تضم 17 كلية و103 أقسام علمية و7 فروع ومتحفين (بيولوجي وتاريخي) والمكتبة العلمية وهي كبرى المكتابات من نوعها في جنوب روسيا بأكملها التي تحتوى على أكثر من 2,5 مليون مجلد وكذلك المحطة البيولوجية والفلكية.
وتتمتع الجامعة أيضا بدار الاستجمام والراحة على شاطئ بحر قزوين والمجمع الرياضي والمستوصف.
لمجمع الجامعة العلمي هيكل تنظيمي متفرع وواسع الذي يشمل:
- 6 معاهد للبحوث العلمية (معهد بيولوجيا، معهد قضايا اجتماعية واقتصادية وقومية وثقافية لشعوب داغستان ومعهد علم البيئة التطبيقي ومعهد الحقوق.
- 9 مراكز علمية وتعليمية حيث أحرزت ثلاثة منها (مركز تكتولوجيا النانو، مركز فيزياء البلازما ومركز الكيمياء والتكنولوجيا الكيميائية) على أساس تنافسي وضع المراكز العلمية والتعليمية الفيديرالية.
- 14 مركزا علميا بما في ذلك المركز الفيديرالي للاستعمال المشترك «التحليل الطيفي» ومركز التكنولوجيا المبتكرة ومركز الانترنيت:
- 14 مختبرا تجريبيا وعلميا مخصصا.

شكلت في الجامعة سلسلة من المدارس العلمية التي تنطبق لمتطلبات عالية من قبل المجتمع العلمي. أصبحت هذه المدارس العلمية قاعدة لاعداد المتخصصين المؤهلين في الجامعة وتتوفر فيها جميع مراحل التعليم بما في ذلك الاختصاص والدكتوراه والأستاذية.
تقوم جامعة داغستان الحكومية باعداد المتخصصين في 70 من الاختصاصات العلمية في الدكتوراه و18 اختصاصا في الأستاذية. وتوجد في الجامعة 7 مجالس لمناقشة أطروحات الدكتوراه والأستاذية في التخصاصات المذكورة.
يعمل في الجامعة حوالى 3000 أستاذ وموظف بما في ذلك عضو في اكادمية التعليم الروسي و4 أعضاء مراسلين في أكاديمية العلوم الروسية، و11 عضوًا في أكاديميات الفرعية الأخرى و216 أستاذا دكتورًا في العلوم و618 دكتورًا أستاذا مساعدا. ويدرس اليوم في الجامعة أكثر من 20000 طالب وحوالى 600 طالب الدكتوراه والأستاذية.
1. ↑  "معلومات عن جامعة داغستان الحكومية على موقع id.loc.gov". id.loc.gov. مؤرشف من الأصل في 2019-12-16.
2. ↑  "معلومات عن جامعة داغستان الحكومية على موقع grid.ac". grid.ac. مؤرشف من الأصل في 2019-12-16.
3. ↑  "معلومات عن جامعة داغستان الحكومية على موقع api.crossref.org". api.crossref.org. مؤرشف من الأصل في 2019-12-15.